# 마를렌 조베르
마를렌 조베르(Marlène Jobert, 1940년 11월 4일 ~ )는 프랑스의 배우, 가수, 작가이다.

## 출연 작품
- Les cigognes n'en font qu'à leur tête (1989)
- Pas si méchant que ça (1974)
- 우리는 함께 늙지 않는다 (1972)
- 투 캐치 어 스파이 (1971)
- 빗 속의 방문객 (1970)
- 하늘의 기사들 (1967)
- 파리의 도적 (1967)
- 이 세상에서 가장 행복한 사나이 (1967, Alexandre le Bienheureux)
- 남성, 여성 (1966)